# 카지스 비자우스카스

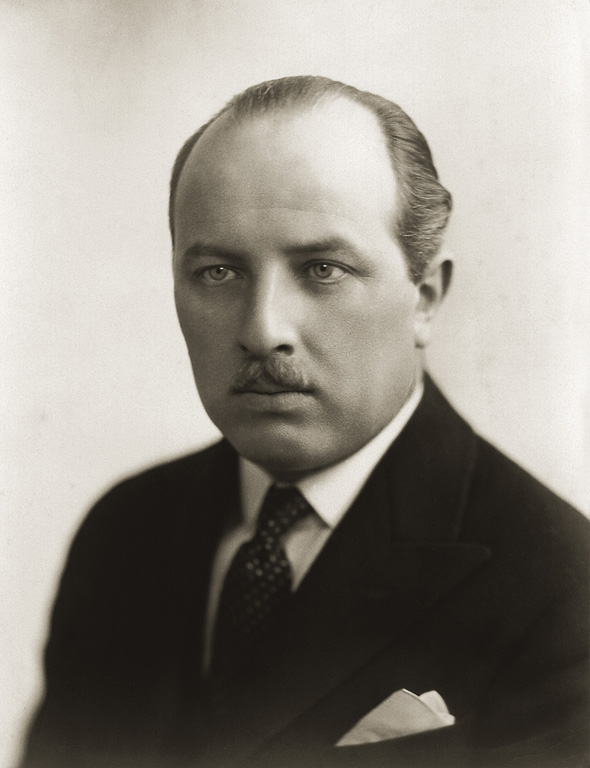
카지스 비자우스카스

카지스 비자우스카스(리투아니아어: Kazys Bizauskas, 1893년 2월 14일~1941년 6월 26일)는 리투아니아의 외교관, 작가이다. 리투아니아 독립 선언서에 서명한 20인 중 한 사람이다.